# Județul Tauragė
Tauragė este un județ în Lituania.
1. ↑  Visuotinė lietuvių enciklopedija